# J.E. Damkier
Jens Emil Damkier (født 7. oktober 1811 i København, død 26. august 1858) var en dansk overretsprokurator og politiker. Damkier var medlem af Folketinget 1849-1852 valgt i Odense Amts 4. valgkreds (Middelfartkredsen), og 1854-1855 valgt i Århus Amts 2. valgkreds (Århuskredsen).
Damkier var søn af overretsprokurator Jacob Georg Damkier. Han blev student fra Borgerdydskolen i 1829 og cand.jur. fra Københavns Universitet i 1839. Han blev sagførerfuldmægtig hos sin far i 1840. I 1851 blev han ansat ved Landsover- og Kriminalretten som overretsprøveprokurator og i 1853 som overretsprokurator . Damkier var bestyrelsesmedlem i Trykkefrihedsselskabet fra 1846.
Ved folketingsvalget 1849 vandt han over Christian Cederfeld de Simonsen i Middelfartkredsen, men tabte efterfølgende ved folketingsvalget 1852 til gårdejer H.J. Trydemand. Ved folketingsvalget 26. februar 1853 prøvede han i Holbækkredsen men tabte til P.Chr. Zahle. Han kom igen i Folketinget ved et suppleringsvalg 30. maj 1854 i Århuskredsen hvor godsejer C.P.R. Ingerslev havde nedlagt sit mandat. Han blev genvalgt i 1854, men måtte afgive mandatet til C.E. van Dockum i 1855. Han stillede op igen ved valget i 1858 i Københavns 5. valgkreds efter sadelmagermester Carl Christensens tvungne afgang, men tabte her til F.F. Tillisch.